# 大十字街五龙壁
大十字街五龙壁又名县学五龙壁，是一座清代砖雕龙壁，位于山西省大同市平城区古城街道（原西街街道）帅府街社区大十字东街路南。
大十字街五龙壁建于清雍正二年（1724年），原为大同县学正门前的照壁，是县学仅存的遗迹。壁长33.6米，高5.7米，厚1.22米，占地面积41平方米。壁面上嵌砖雕团龙五枚，对应于檐下垂花式柱头所划分的五间。
2011年10月24日，大十字街五龙壁列为大同市文物保护单位Ⅲ—27。2016年6月6日，大十字街五龙壁公布为第五批山西省文物保护单位，编号5-34，分类古建筑，时代为清。